# Borda-Profil
Das Borda-Profil bezeichnet eine spezifische Form von Elektroden in der Hochspannungstechnik und wird verwendet, um die Ränder abzurunden. Es findet keine Feldüberhöhung statt, die elektrische Feldstärke ist am Rand gleichmäßig. Das Borda-Profil zeichnet sich durch eine ökonomischere Bauweise als das Rogowski-Profil aus und die Form ist unabhängig vom Abstand der Elektroden. Daher findet es häufiger Verwendung.
Die Grundform des Borda-Profils gegen eine ebene Fläche kann in parametrischer Darstellung wie folgt angegeben werden:
{\textstyle {\begin{array}{lcl}x&=&-2{\Bigl (}\sin \varphi -\ln \tan {\bigl (}{\frac {\varphi }{2}}+{\frac {\pi }{4}}{\bigr )}{\Bigr )}\\y&=&2{\bigl (}1-\cos \varphi {\bigr )}\\\varphi &=&\{0\ldots {\frac {\pi }{2}}\}\end{array}}}
wobei die Grenzen von {\textstyle \varphi } als Grenzwerte zu verstehen sind.